# Катетер

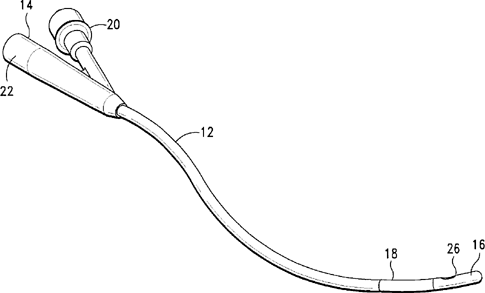
Катетер Фолея для ввода в мочевой пузырь, с надувным баллоном для долговременной фиксации

Кате́тер (от греч. «зонд» нем. Katheter ← лат. catheter ← др.-греч. καθετήρ «то, что спускают») — изделие медицинского назначения в виде полой трубки, предназначенное для соединения естественных каналов, полостей тела, сосудов с внешней средой с целью их опорожнения, введения в них лекарств (диагностических, лечебных), промывания, или проведения через них хирургических инструментов. Процесс введения катетера называется катетеризацией.

## Типы катетеров
Различают мягкие катетеры (которые изготавливают из пластичных материалов, например, из резины или пластифицированного полихлорвинила) и жёсткие катетеры (например, металлические).
Выделяют сосудистые и полостные катетеры.
Сосудистые катетеры
К сосудистым катетерам относятся центральные и периферические венозные и артериальные канюли. Они предназначены для введения лекарственных растворов в кровоток (или для забора крови в тех или иных целях — например, для детоксикации) и устанавливаются чрескожно. Как следует из названия, периферические катетеры устанавливаются в поверхностные вены (чаще всего это вены конечностей: basilica, cephalica, femoralis, а также вены кисти, стопы, у младенцев — поверхностные вены головы), а центральные — в крупные вены (subclavia, jugularis). Существует методика катетеризации центральных вен из периферического доступа — при этом используются очень длинные катетеры.
Некоторые виды сосудистых катетеров:
- центральные катетеры, предназначенные для введения лекарственных препаратов в кровоток через крупные магистральные сосуды;
- периферические катетеры, предназначенные для установки в поверхностные вены;
- удлинённые катетеры, предназначенные для обеспечения доступа к центральным венам через периферические вены;
- внутривенные катетеры, предназначенные для длительного (до трёх суток) вливания растворов в периферические вены;
- однопросветные катетеры, предназначенные для доступа к центральным венам методом «трубка через трубку».

Полостные катетеры
К полостным катетерам относятся широко распространённые мочевые уретральные катетеры, предназначенные для установки в мочеиспускательный канал с целью опорожнения мочевого пузыря, когда это невозможно естественным образом. Также катетеры устанавливаются чрескожно и в другие полости: жёлчный пузырь (холецистостомия), лоханку почки (нефростомия), тот же мочевой пузырь (цистостомия), а также в неестественные полости для их опорожнения и дренирования — кисты, абсцессы, эхинококковые пузыри и др.
Некоторые виды полостных катетеров:
- уретральные катетеры, рассчитанные на установку в мочеиспускательный канал для искусственного освобождения мочевого пузыря;
- катетеры для цистостомии, предназначенные для установки в мочевой пузырь;
- катетеры для холецистостомии, предназначенные для установки в желчный пузырь;
- катетеры для нефростомии, предназначенные для установки в почечную лоханку;
- катетеры для дренирования патологических полостей (кист, абсцессов, эхинококковых пузырей).

Все катетеры требуют фиксации. Практически всегда выполняется фиксация катетера к коже пластырем, специальными фиксаторами или шовным материалом. Также используется фиксация катетера в полости путём изменения его формы после введения (это касается полостных несосудистых катетеров): раздувной баллон, система петли (пигтейл, закрытая петля, мини-пигтейл), система Malecot, система Petzer и др. В последнее время наибольшее распространение получила система Пигтейл (pigtail, поросячий хвост) — как наиболее безопасная, малотравматичная и простая в исполнении. Катетер (обычно поливиниловый) имеет кончик в форме поросячьего хвоста — при установке он в распрямлённом виде находится на стилете или проводнике, а после их удаления вновь скручивается, препятствуя выпадению. Для более надёжной фиксации в стенку катетера помещается леска, которая при подтягивании жёстко фиксирует кончик катетера к основанию петли.
Один из наиболее популярных видов урологических катетеров, используемых в медицинской практике, — катетер Фолея. Среди катетеров этого типа выделяют двух- и трёхходовые катетеры, все они предназначены для кратковременной или длительной катетеризации мочевого пузыря (как у мужчин, так и у женщин) с целью проведения медицинских манипуляций. Обычно катетер Фолея изготавливается из латекса и покрывается силиконом для сообщения надлежащих функциональных характеристик. Фиксация катетера в полости мочевого пузыря происходит благодаря раздуванию баллона, расположенного на дистальном конце катетера. Другой вид мочевых катетеров (могут применяться пациентами-мужчинами) кондом-катетер (урологический презерватив), фиксируется на половом члене подобно презервативу, но с отверстием на конце — для прикрепления к трубке, которая отводит мочу в мешок для хранения.

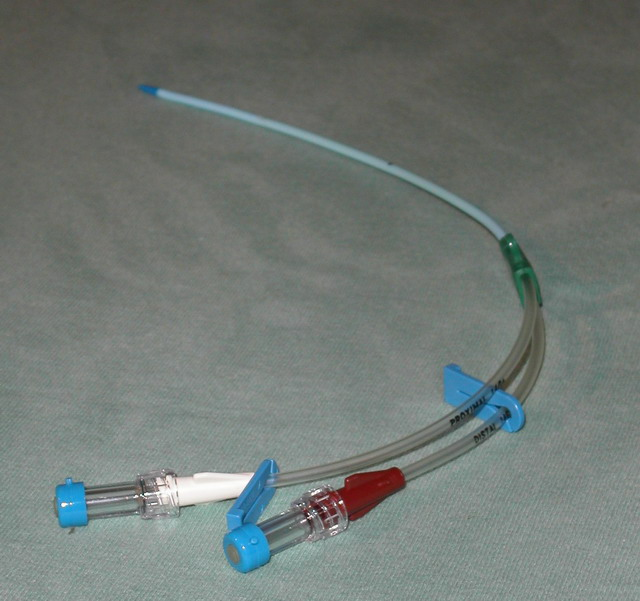
Внутривенный одноразовый полимерный катетер
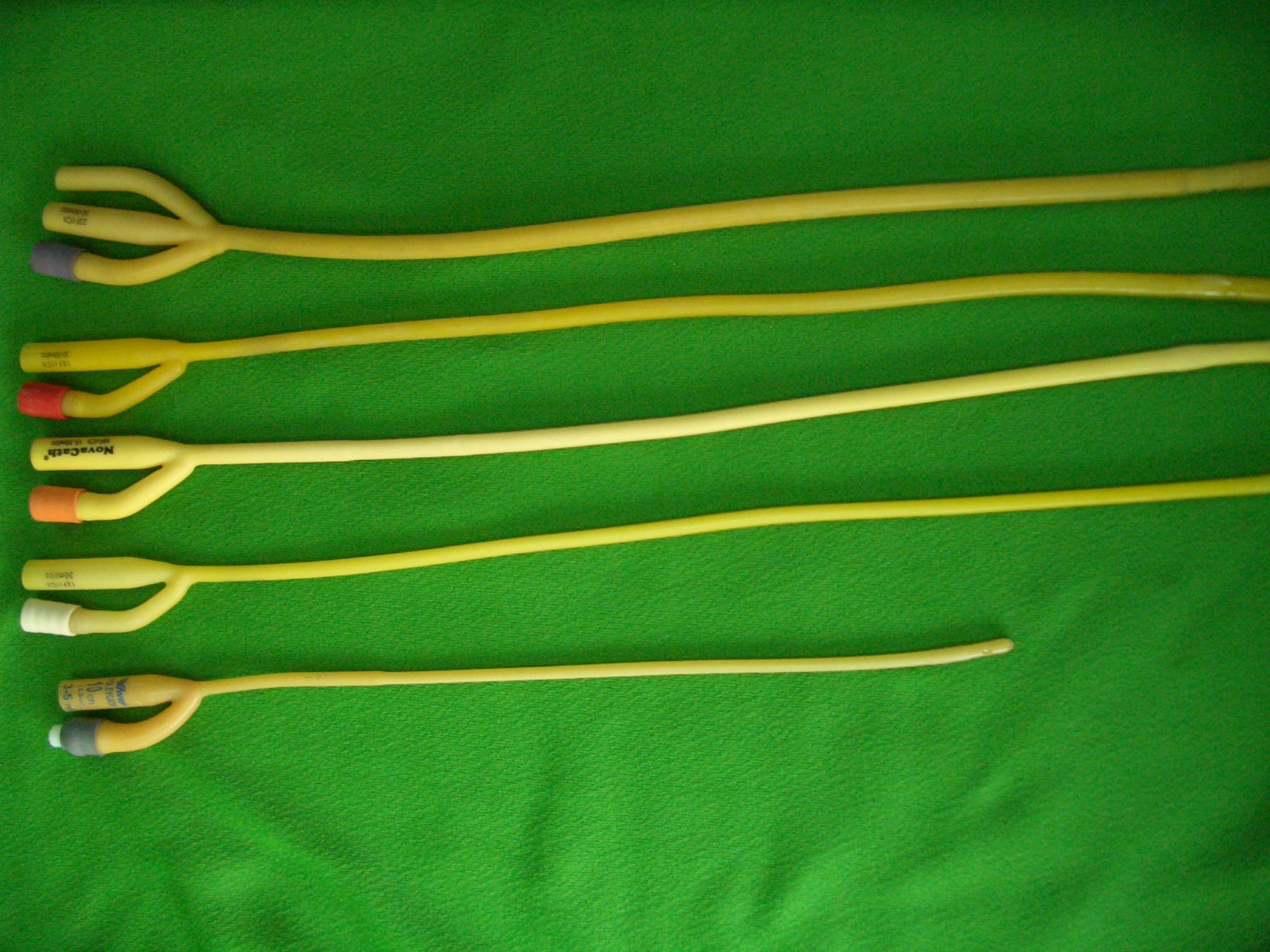
Эластичные мочевые катетеры для катетеризации мочевого пузыря через мочеиспускательный канал
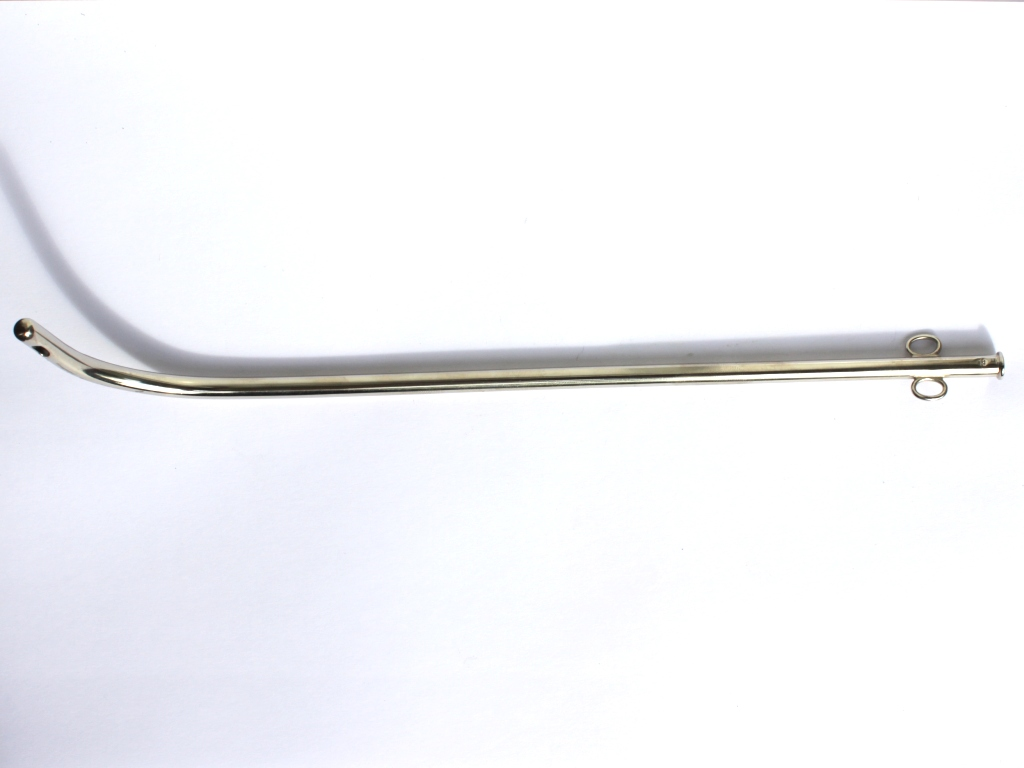
Мужской жёсткий металлический катетер для катетеризации мочевого пузыря через мочеиспускательный канал
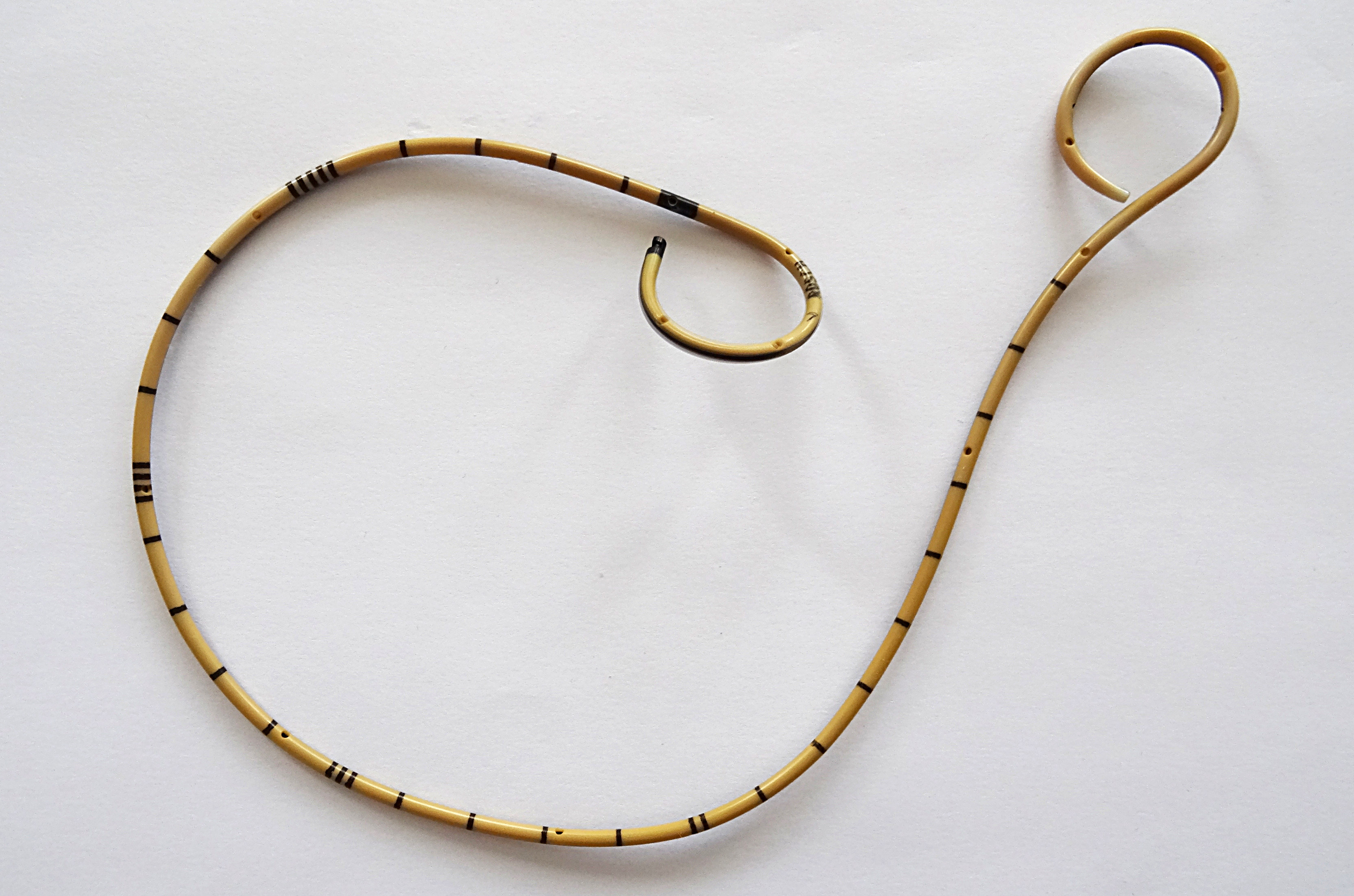
Эластичный катетер для катетеризации мочеточников через мочеиспускательный канал и мочевой пузырь
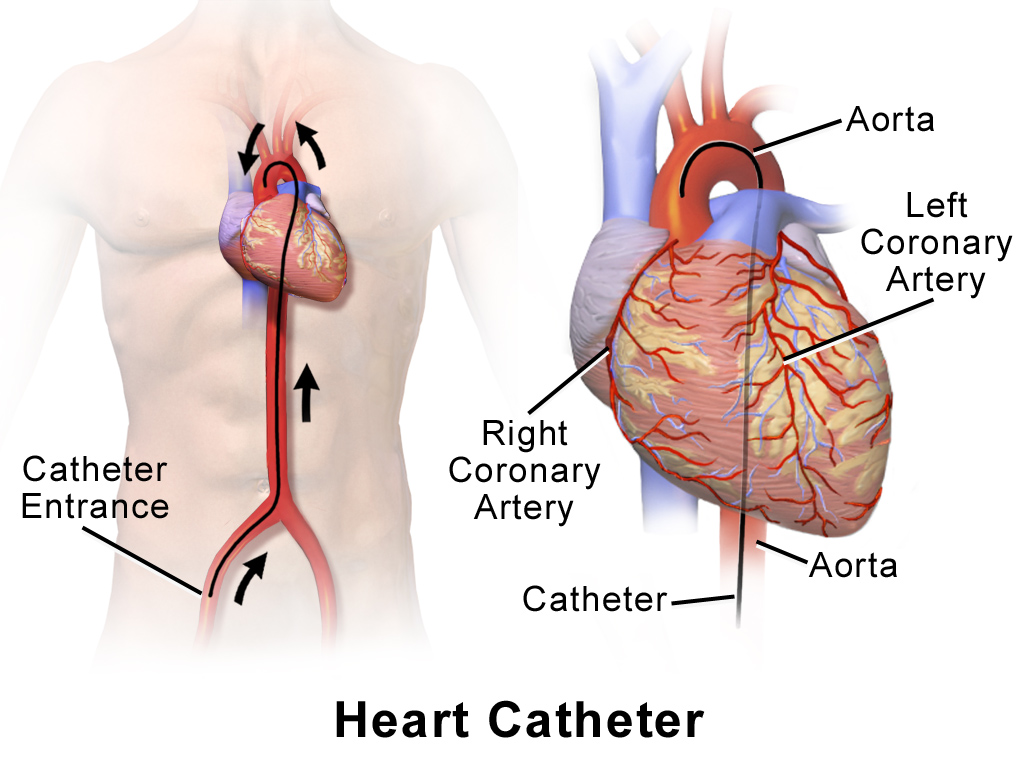
Схема катетеризации левых отделов сердца через бедренную артерию
Схема катетеризации правых отделов сердца и лёгочной артерии через наружную ярёмную вену